# Elecciones presidenciales de Estados Unidos de 2024 en Carolina del Sur
Las elecciones presidenciales de Estados Unidos de 2024 en Carolina del Sur se llevaron a cabo el 5 de noviembre de 2024, como parte de las elecciones presidenciales de Estados Unidos de 2024. Los votantes de Carolina del Sur eligieron a los 9 electores que los representarían en el Colegio Electoral mediante votación popular.
Aunque no es tan derechista como los otros estados del sur profundo, aparte de su vecino competitivo Georgia, Carolina del Sur tiene un patrón de votación conservador. Está ubicado en su totalidad en el Cinturón Bíblico y se considera un estado fuertemente republicano a nivel federal y estatal. Por lo tanto, se esperaba que el estado votara por los republicanos en 2024, como lo ha hecho en cada elección presidencial desde 1980.
Carolina del Sur votó por Trump por un margen cómodo en las elecciones, y ganó el estado con una ventaja de 17,9 puntos. Trump recibió más de 1,48 millones de votos, lo que supuso un récord de votos emitidos para cualquier candidato en la historia de Carolina del Sur. Esta fue la mayor victoria republicana en el estado desde 1988. Trump logró aumentar su apoyo y ganar terreno en todos los condados. Trump convirtió al condado de Jasper en un condado republicano por primera vez en una carrera presidencial desde Richard Nixon en 1972.

## Resultados

### Generales
| Partido                         | Partido                          | Candidato          | Votos     | %     |
| ------------------------------- | -------------------------------- | ------------------ | --------- | ----- |
|                                 | Republicano                      | Donald Trump       | 1,483,747 | 58.23 |
|                                 | Demócrata                        | Kamala Harris      | 1,028,452 | 40.36 |
|                                 | Libertario                       | Chase Oliver       | 12,669    | 0.50  |
|                                 | Verde                            | Jill Stein         | 8,117     | 0.32  |
|                                 | Ciudadanos Unidos                | Cornel West        | 6,744     | 0.26  |
|                                 | Constitución                     | Randall Terry      | 5,352     | 0.21  |
|                                 | Trabajadores de Carolina del Sur | Claudia De la Cruz | 3,059     | 0.12  |
| Escritos                        |                                  |                    |           |       |
|                                 |                                  |                    |           |       |
| Total                           | Total                            | Total              | 2,548,140 | 100   |
| Participación                   | Participación                    | Participación      | 2,566,404 | 76.76 |
| Registrados                     | Registrados                      | Registrados        | 3,343,423 |       |
|                                 |                                  |                    |           |       |
| Fuente: State of South Carolina |                                  |                    |           |       |

### Por condado
|              | Trump Republicano | Trump Republicano | Harris Demócrata | Harris Demócrata | Total   | Margen  | Margen |
| Condado      | Votos             | %                 | Votos            | %                | Total   | Votos   | %      |
| ------------ | ----------------- | ----------------- | ---------------- | ---------------- | ------- | ------- | ------ |
| Abbeville    | 8,509             | 70.63             | 3,399            | 28.21            | 12,048  | 5,110   | 42.42  |
| Aiken        | 53,592            | 62.25             | 31,298           | 36.35            | 86,091  | 22,294  | 25.90  |
| Allendale    | 813               | 26.89             | 2,165            | 71.62            | 3,023   | -1,352  | -44.73 |
| Anderson     | 71,828            | 73.07             | 25,281           | 25.72            | 98,296  | 46,547  | 47.35  |
| Bamberg      | 2,376             | 41.73             | 3,245            | 56.99            | 5,694   | -869    | -15.26 |
| Barnwell     | 5,605             | 57.18             | 4,082            | 41.64            | 9,803   | 1,523   | 15.54  |
| Beaufort     | 59,123            | 56.63             | 44,002           | 42.15            | 104,403 | 15,121  | 14.48  |
| Berkeley     | 64,777            | 57.41             | 46,416           | 41.14            | 112,834 | 18,361  | 16.27  |
| Calhoun      | 4,474             | 56.53             | 3,339            | 42.19            | 7,914   | 1,135   | 14.34  |
| Charleston   | 99,265            | 46.27             | 111,427          | 51.94            | 214,521 | -12,162 | -5.67  |
| Cherokee     | 18,697            | 75.27             | 5,939            | 23.91            | 24,839  | 12,758  | 51.36  |
| Chester      | 9,030             | 58.05             | 6,353            | 40.84            | 15,556  | 2,677   | 17.21  |
| Chesterfield | 11,682            | 63.52             | 6,520            | 35.45            | 18,391  | 5,162   | 28.07  |
| Clarendon    | 9,065             | 55.55             | 7,064            | 43.28            | 16,320  | 2,001   | 12.27  |
| Colleton     | 10,696            | 58.52             | 7,376            | 40.36            | 18,276  | 3,320   | 18.16  |
| Darlington   | 17,017            | 56.10             | 12,977           | 42.78            | 30,331  | 4,040   | 13.32  |
| Dillon       | 6,526             | 55.02             | 5,241            | 44.19            | 11,861  | 1,285   | 10.83  |
| Dorchester   | 43,900            | 56.38             | 32,523           | 41.77            | 77,861  | 11,377  | 14.61  |
| Edgefield    | 9,092             | 65.32             | 4,659            | 33.47            | 13,919  | 4,433   | 31.85  |
| Fairfield    | 4,792             | 42.73             | 6,277            | 55.97            | 11,215  | -1,485  | -13.24 |
| Florence     | 32,615            | 53.34             | 27,706           | 45.32            | 61,140  | 4,909   | 8.02   |
| Georgetown   | 22,326            | 59.14             | 14,965           | 39.64            | 37,754  | 7,361   | 19.50  |
| Greenville   | 158,541           | 60.21             | 100,074          | 38.01            | 263,316 | 58,467  | 22.20  |
| Greenwood    | 19,715            | 63.83             | 10,766           | 34.85            | 30,888  | 8,949   | 28.98  |
| Hampton      | 3,801             | 46.17             | 4,328            | 52.57            | 8,233   | -527    | -6.40  |
| Horry        | 141,719           | 68.81             | 62,325           | 30.26            | 205,954 | 79,394  | 38.55  |
| Jasper       | 9,900             | 54.32             | 8,144            | 44.68            | 18,227  | 1,756   | 9.64   |
| Kershaw      | 21,289            | 63.49             | 11,826           | 35.27            | 33,533  | 9,463   | 28.22  |
| Lancaster    | 33,623            | 61.78             | 20,146           | 37.01            | 54,427  | 13,477  | 24.77  |
| Laurens      | 21,110            | 69.87             | 8,769            | 29.02            | 30,213  | 12,341  | 40.85  |
| Lee          | 3,078             | 38.11             | 4,505            | 55.78            | 8,076   | -1,427  | -17.67 |
| Lexington    | 96,965            | 66.01             | 47,815           | 32.55            | 146,903 | 49,150  | 33.46  |
| Marion       | 5,906             | 44.11             | 7,316            | 54.65            | 13,388  | -1,410  | -10.54 |
| Marlboro     | 4,896             | 48.23             | 5,137            | 50.60            | 10,152  | -241    | -2.37  |
| McCormick    | 3,565             | 57.94             | 2,513            | 40.84            | 6,153   | 1,052   | 17.10  |
| Newberry     | 12,067            | 66.56             | 5,841            | 32.22            | 18,129  | 6,226   | 34.34  |
| Oconee       | 31,772            | 75.18             | 9,987            | 23.63            | 42,264  | 21,785  | 51.55  |
| Orangeburg   | 13,750            | 37.19             | 22,832           | 61.76            | 36,970  | -9,082  | -24.57 |
| Pickens      | 45,728            | 75.64             | 13,891           | 22.98            | 60,451  | 31,837  | 52.66  |
| Richland     | 58,019            | 31.81             | 121,110          | 66.39            | 182,411 | -63,091 | -34.58 |
| Saluda       | 6,452             | 71.58             | 2,454            | 27.22            | 9,014   | 3,998   | 44.36  |
| Spartanburg  | 103,032           | 66.22             | 50,710           | 32.59            | 155,597 | 52,322  | 33.63  |
| Sumter       | 21,215            | 46.97             | 23,425           | 51.86            | 45,170  | -2,210  | -4.89  |
| Union        | 8,102             | 65.93             | 4,084            | 33.23            | 12,289  | 4,018   | 32.70  |
| Williamsburg | 5,524             | 38.55             | 8,634            | 60.25            | 14,330  | -3,110  | -21.70 |
| York         | 88,239            | 58.80             | 59,600           | 39.72            | 150,059 | 28,639  | 19.08  |

#### Volteados
| Condado | Ciudad más grande | Pre-elección | Pre-elección | Post-elección | Post-elección | Margen |
| Condado | Ciudad más grande | Partido      | Partido      | Partido       | Partido       | Margen |
| ------- | ----------------- | ------------ | ------------ | ------------- | ------------- | ------ |
| Jasper  | Hardeeville       |              | Demócrata    |               | Republicano   | +9.64  |